# Штирьова-Волинкіна Тетяна Миколаївна
Тетя́на Микола́ївна Воли́нкіна-Штирьо́ва (1954—2008) — українська радянська спортсменка (стрибки у воду).

## З життєпису
Народилася 1954 року у місті Львів. Навчалася у Львівському інституті фізичної культури — закінчила 1974-го.
Виступала за спортивне товариство «Динамо» (Львів). Тренери — О. Ткаченко, О. Мельников. У збірну команду СРСР входила в 1968—1977 роках.
Чемпіонка СРСР (1969, 1972) — у стрибках з трампліна та вишки, срібна (1972, 1974, 1975), бронзова (1973—1975) призерка чемпіонатів СРСР.
Чемпіонка Європи 1969 року серед дівчат. Бронзова призерка Кубка Європи-1971. Срібна призерка чемпіонату світу-1975 у стрибках з трампліна.
Учасниця 20-х (Мюнхен, 1972; трамплін, 16-те місце) та 21-х (Монреаль, 1976; вишка, 12-те місце) Олімпійських ігор.